# Chaidamu Pendi
Chaidamu Pendi (Vereenvoudigd Chinees: 柴达木盆地; Traditioneel Chinees: 柴達木盆地; pinyin: Cháidámù Péndì), ook wel Qaidam of Tsaidam, is een hyperdroog bekken in de prefectuur Haixi, in Qinghai in de Volksrepubliek China.
Het bekken beslaat een oppervlakte van circa 120.000 km2 en is voor een kwart bedekt met zoutmeren en -gronden. In het zuiden scheidt het Kunlungebergte het bekken van het hoger gelegen centrale deel van het Tibetaans Hoogland.
Het bekken kent grote voorraden mineralen, borax, gips, aardgas en metalen, zoals lithium, magnesium, kalium en natrium.

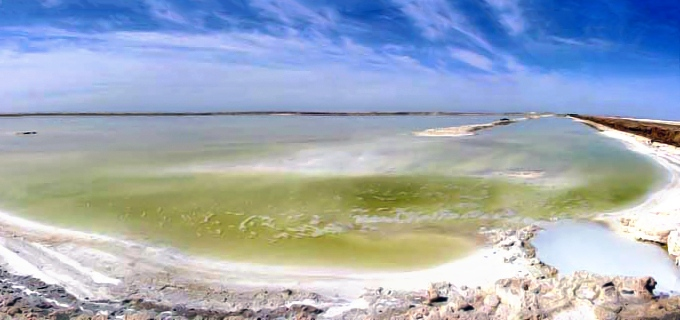